# Sukapura (Sukaraja)
Sukapura is een bestuurslaag in het regentschap Tasikmalaya van de provincie West-Java, Indonesië. Sukapura telt 5840 inwoners (volkstelling 2010).